# Ukraine Air Alliance
Ukraine Air Alliance ist eine ukrainische Fluggesellschaft mit Sitz in Kiew.

## Geschichte
Die Fluggesellschaft wurde am 28. Februar 1992 gegründet und nahm 1993 den Flugbetrieb auf. Seitdem führt sie in Europa, Asien und Afrika Charterflüge für Passagiere und Fracht durch. In der Vergangenheit wurden außerdem UN-Hilfsflüge durchgeführt. Weiterhin werden Linienflüge im Codeshare angeboten, unter anderem mit Iraqi Airways.
Am 5. Oktober 2019 entzog die EASA der Ukraine Air Alliance die Zulassung für den Einflug in den Luftraum der Europäischen Union, am selben Tag wurde auch die Betriebserlaubnis durch die ukrainischen Behörden ausgesetzt. Am 31. Januar 2020 erhielt Ukraine Air Alliance eine erneuerte Betriebserlaubnis und nahm den Betrieb mit vier Maschinen des Typs An-12 wieder auf.

## Flotte

### Aktuelle Flotte
Mit Stand Mai 2021 besteht die Flotte der Ukraine Air Alliance aus 4 Antonow An-12 mit einem Durchschnittsalter von etwa 53 Jahren:
Kennzeichen: UR-CNT, UR-CZZ, UR-CAK (inaktiv), UR-CGV

### Ehemalige Flugzeugtypen
Darüber hinaus setzte Ukraine Air Alliance in der Vergangenheit noch folgende Flugzeugtypen ein:
- Antonow An-24
- Antonow An-26
- Antonow An-32
- Antonow An-74
- Iljuschin Il-76

## Zwischenfälle
In der Geschichte der Ukraine Air Alliance gingen vier Maschinen durch Unfälle verloren, wodurch 12 Menschen ihr Leben verloren:
- Am 4. Februar 1996 kam eine Antonow An-32 (Luftfahrzeugkennzeichen UR-48008) beim Start in Luremo, Angola von der Landebahn ab und wurde irreparabel beschädigt, da zuvor das Bugfahrwerk nicht verriegelt wurde. Die fünf Insassen überlebten das Unglück.[9]

- Am 9. August 2013 geriet während der Startvorbereitung auf dem Flughafen Leipzig/Halle das Hilfstriebwerk einer An-12BP (UR-CAG) in Brand. Während die sieben Besatzungsmitglieder unverletzt entkommen konnten, starben fast 49.000 zuvor verladene Hühnerküken in den Flammen.[10]

- Am 30. August 2014 verunglückte eine Antonow An-12 der Ukraine Air Alliance (UR-DWF) drei Minuten nach dem Start nach einem technischen Zwischenstopp auf dem Flughafen Tamanrasset (Algerien) aus bisher ungeklärter Ursache in bergigem Gelände. Keiner der sieben Insassen überlebte. Die Maschine hatte Ausrüstung für Ölbohrungen aus Glasgow, Schottland an Bord und war auf dem Weg nach Malabo, Äquatorialguinea. Der Zwischenstopp in Tamanrasset war geplant.[11]

- Am 4. Oktober 2019 verunglückte eine in Vigo gestartete An-12 (UR-CAH) kurz vor der Landung in Lwiw. Bei der Notlandung etwa 1,5 Kilometer vor der Landebahn kamen 5 der 8 Insassen ums Leben (siehe auch Ukraine-Air-Alliance-Flug 4050).[12]